# Vincent Lecavalier
Vincent Lecavalier (ur. 21 kwietnia 1980 w Île Bizard, obecnie Montreal) – kanadyjski hokeista, reprezentant Kanady, olimpijczyk.

## Kariera klubowa
- Notre Dame Hounds Bantam AAA (1994–1995)
- Notre Dame Hounds Midget AAA (1995–1996)
- Rimouski Océanic (1996–1998)
- Tampa Bay Lightning (1998–2004)
- Ak Bars Kazań (2004–2005)
- Tampa Bay Lightning (2005–2013)
- Philadelphia Flyers (2013–2016)
- Los Angeles Kings (2016)

W drafcie NHL z 1998 został wybrany w pierwszej rundzie z numerem 1 przez Tampa Bay Lightning z kanadyjskiego klubu Rimouski Océanic. Podczas lockoutu występował w rosyjskim klubie Ak Bars Kazań. W 2004 roku razem z Tampa Bay Lightning zdobył Puchar Stanleya. W 2008 roku, po 10 latach występów w drużynie, przedłużył kontrakt z klubem o kolejne 11 lat. Od tego roku był kapitanem drużyny. W czerwcu 2013 klub skorzystał z możliwości dokonania wykupienia jego kontraktu wypłacając mu 2/3 wysokości jego wynagrodzenia, w wyniku czego Lecavalier stał się wolnym zawodnikiem. Zawodnik rozegrał w Tampie 14 sezonów. Od lipca 2013 zawodnik Philadelphia Flyers, związany pięcioletnim kontraktem. Od stycznia 2016 zawodnik Los Angeles Kings. W czerwcu 2016 ogłosił zakończenie kariery zawodniczej.
Grał z numerem 4 dla upamiętnienia legendarnego zawodnika, Bobby'ego Orra.

## Kariera reprezentacyjna
W reprezentacji Kanady w sezonie 2004/2005 rozegrał 19 meczów, strzelił 5 bramek i zaliczył 10 asyst.
Uczestniczył w turniejach mistrzostwach świata juniorów do lat 20 w 1998, mistrzostw świata w 2001, Pucharu Świata w 2004 oraz zimowych igrzysk olimpijskich 2006.

## Sukcesy

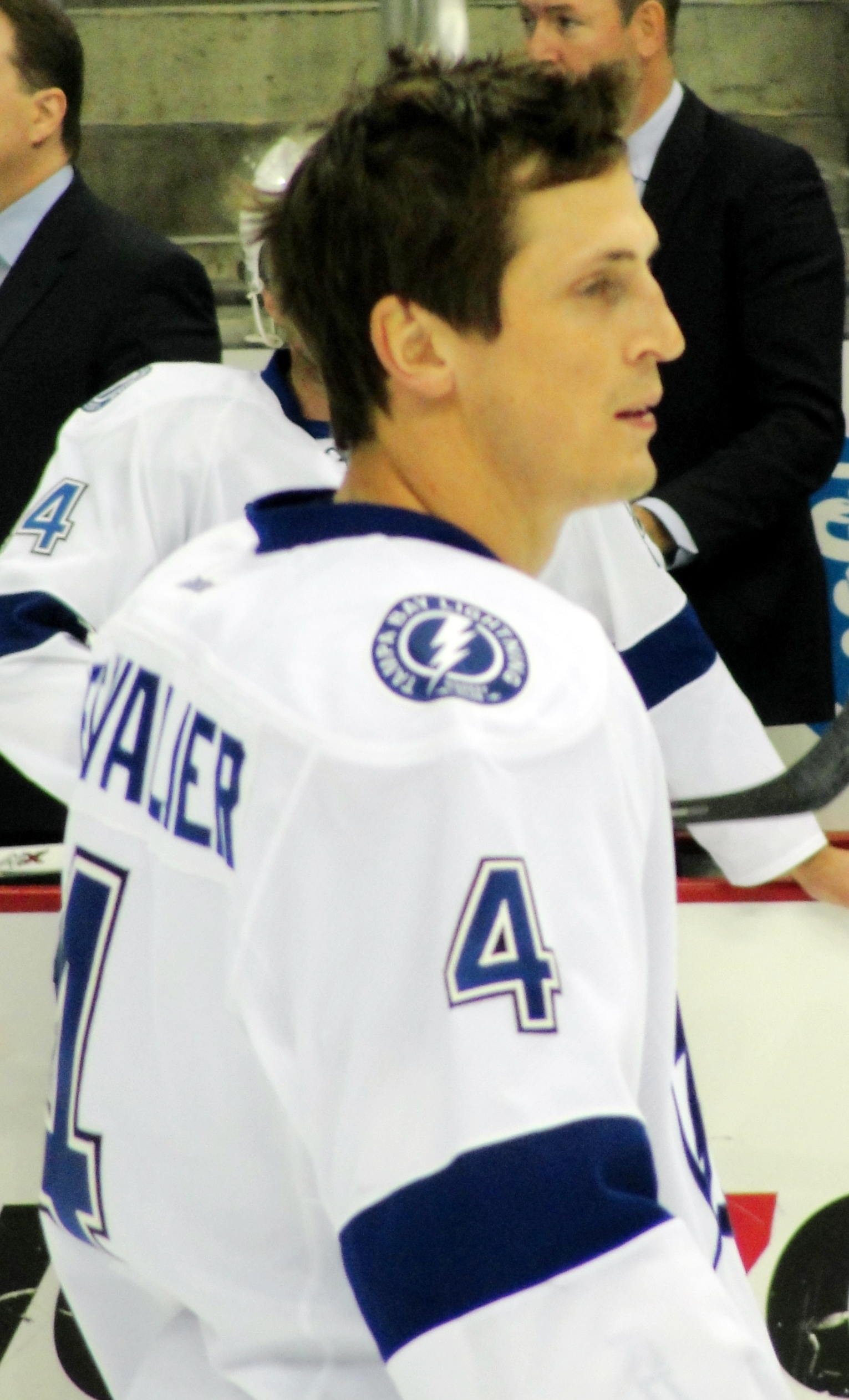
Vincent Lecavalier w barwach Tampa Bay Lightning (2012)

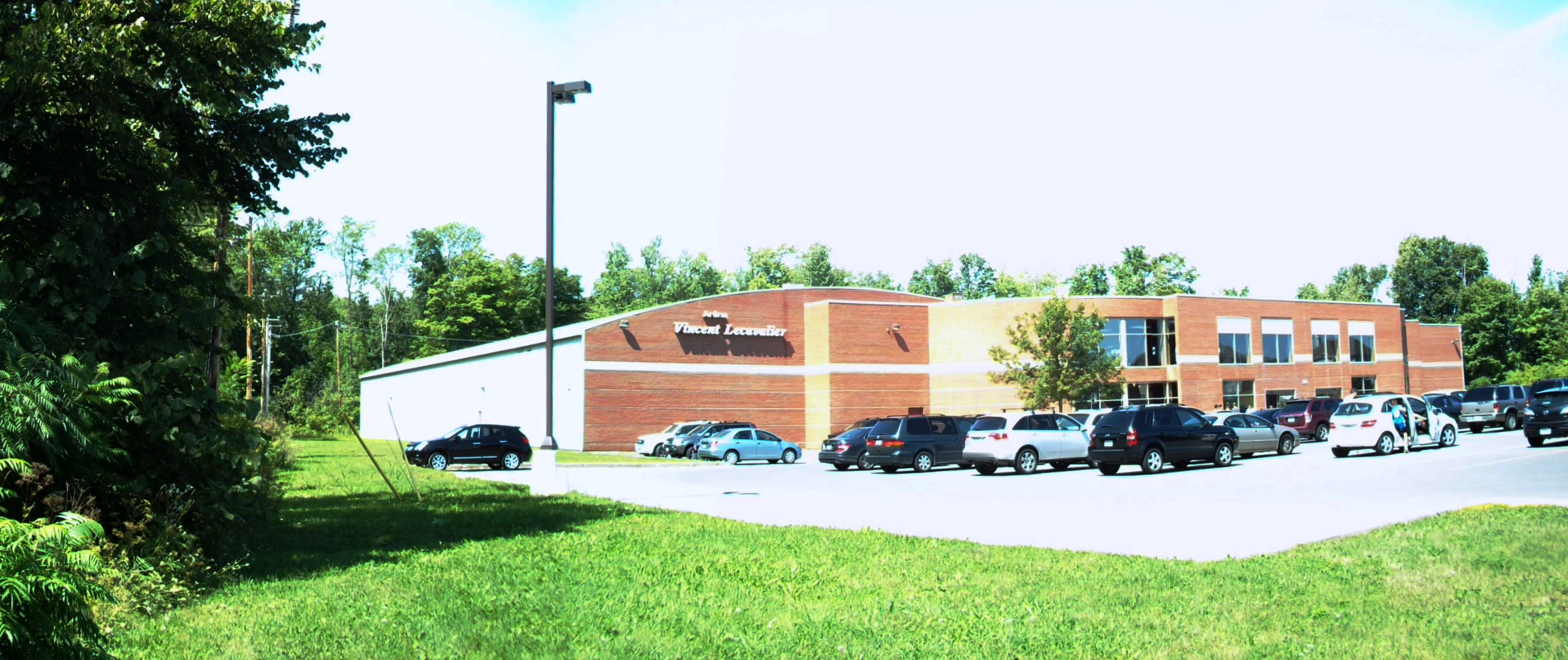
Hala nazwana imieniem zawodnika w rodzinnym mieście Île Bizard

Reprezentacyjne
- Złoty medal Pucharu Świata: 2004

Klubowe
- Puchar Stanleya: 2004 z Tampa Bay Lightning

Indywidualne
- Sezon CHL / LHJMQ 1996/1997:
  - Skład gwiazd pierwszoroczniaków QMJHL
  - Skład gwiazd pierwszoroczniaków CHL
  - Najlepszy pierwszoroczniak sezonu CHL
  - Michel Bergeron Trophy - nagroda dla najlepszego ofensywnego pierwszoroczniaka sezonu QMJHL
  - Coupe RDS - nagroda dla najlepszego pierwszoroczniaka sezonu QMJHL
- Sezon CHL / LHJMQ 1997/1998:
  - Pierwszy skład gwiazd QMJHL
  - Pierwszy skład gwiazd CHL
  - CHL Top Draft Prospect Award
  - CHL Top Prospects Game
  - Mike Bossy Trophy - najlepiej zapowiadający się profesjonalista QMJHL
- Sezon NHL (2002/2003):
  - NHL All-Star Game
- Puchar Świata hokeja na lodzie 2004:
  - Skład gwiazd turnieju
- Sezon NHL (2006/2007):
  - NHL All-Star Game
  - Maurice Richard Trophy - pierwsze miejsce w klasyfikacji strzelców w sezonie zasadniczym: 52 gole
- Sezon NHL (2007/2008):
  - NHL All-Star Game
  - King Clancy Memorial Trophy - nagroda dla zawodnika przejawiającego najlepsze cechy przywódcze i zaangażowanie poza lodem
  - NHL Foundation Player Award - nagroda dla zawodnika działającego charytatywnie
- Sezon NHL (2008/2009):
  - NHL All-Star Game

## Statystyki
| 1996-1997 | Rimouski Oceanic    | QMJHL     | 64  | 42  | 61  | 103 | 38  | 4  | 4  | 3  | 7  | 2   |
| 1997-1998 | Rimouski Oceanic    | QMJHL     | 58  | 44  | 71  | 115 | 117 | 18 | 15 | 26 | 41 | 46  |
| 1998-1999 | Tampa Bay Lightning | NHL       | 82  | 13  | 15  | 28  | 23  | -  | -  | -  | -  | -   |
| 1999-2000 | Tampa Bay Lightning | NHL       | 80  | 25  | 42  | 67  | 43  | -  | -  | -  | -  | -   |
| 2000-2001 | Tampa Bay Lightning | NHL       | 68  | 23  | 28  | 51  | 66  | -  | -  | -  | -  | -   |
| 2001-2002 | Tampa Bay Lightning | NHL       | 76  | 20  | 17  | 37  | 61  | -  | -  | -  | -  | -   |
| 2002-2003 | Tampa Bay Lightning | NHL       | 80  | 33  | 45  | 78  | 39  | 11 | 3  | 3  | 6  | 22  |
| 2003-2004 | Tampa Bay Lightning | NHL       | 81  | 32  | 34  | 66  | 52  | 23 | 9  | 7  | 16 | 25  |
| 2004-2005 | Ak Bars Kazań       | Superliga | 30  | 7   | 9   | 16  | 78  | 4  | 1  | 0  | 1  | 6   |
| 2005-2006 | Tampa Bay Lightning | NHL       | 80  | 35  | 40  | 75  | 90  | 5  | 1  | 3  | 4  | 7   |
| 2006-2007 | Tampa Bay Lightning | NHL       | 82  | 52  | 56  | 108 | 44  | -  | -  | -  | -  | -   |
| Razem     | Razem               | Razem     | 781 | 326 | 418 | 744 | 651 | 65 | 33 | 42 | 75 | 108 |

- W NHL rozegrał 629 meczów, strzelił 233 gole, zaliczył 277 asyst i przesiedział 418 minut na ławce kar.
- W QMJHL rozegrał 122 mecze, strzelił 86 goli, zaliczył 132 asysty i przesiedział 155 minut na ławce kar.
- W lidze superlidze rosyjskiej rozegrał 30 meczów, strzelił 7 goli, zaliczył 9 asyst i przesiedział 78 minut na ławce kar.

## Życie prywatne
- Jego żoną jest Caroline Portelance, z którą pobrali się w 2011 roku. Mają dwoje dzieci Victorię i Gabriela.
- Jego podobizna widnieje na okładce gry komputerowej NHL 06.
- Zawodnik angażuje się w działalność charytywną. Istnieje fundacja jego imienia Vinny Lecavalier Foundation, wspierająca rodziny i młodzież. W październiku 2007 roku przekazał 3 miliony dolarów na rzecz nowo powstałego szpitala All Children's Hospital w St. Petersburg. Instytut nosi jego imię: Vincent Lecavalier Pediatric Cancer and Blood Disorders Center (Centrum Nowotworów Dzieci i Zaburzeń Krwi im. Vincenta Lecavalier)[7]. Za swoją dobroczynną działalność otrzymał nagrody w 2008 roku.
- Wystąpił w filmie Maurice Richard z 2005 roku, opowiadącego historię Maurice'a Richarda. Dwa lata później otrzymał trofeum jego imienia w NHL, dla strzelca największej ilości goli w sezonie.